# Richard Congreve
Richard Congreve, född 4 september 1818 i Leamington Hastings i Warwickshire, död 5 juli 1899 i Hampstead i norra London, var en brittisk filosof.
Congreve var anhängare till Auguste Comte, vilken han på en resa till Frankrike personligen lärt känna 1848, och vars filosofi han i Storbritannien utvecklade i en livlig propaganda.
Bland Congreves arbeten märks bland annat Roman empire of the west (1855), Elizabeth of England (1862), Essays, political, social and religious (1874, 1892), samt Historical lectures (1902).